# Attacker mot synagogor
Synagogan har ofta varit platsen för antisemitiskt våld och föremål för antijudisk retorik. I tidig kristen litteratur betraktades synagogan som den nya trons fiende. Våldsamma attacker mot synagogor var en framträdande del av Nazitysklands försök att förfölja Europas judar. Och förstörelsen av synagogor är också ett kännetecken för olika terrorist- och islamistgruppers verksamhet.

## Översikt

### 1800-talet
Safedpogromen 1834, som involverade massvåld mot judar begånget av lokala araber och druser, innebar attacker mot lokala synagogor och vanhelgande av synagogors rituella föremål. Tretton synagogor, tillsammans med uppskattningsvis 500 Torahrullar, förstördes under attacken. Attacker mot judar som gömde sig i synagogor ägde också rum.

### 1900-talet

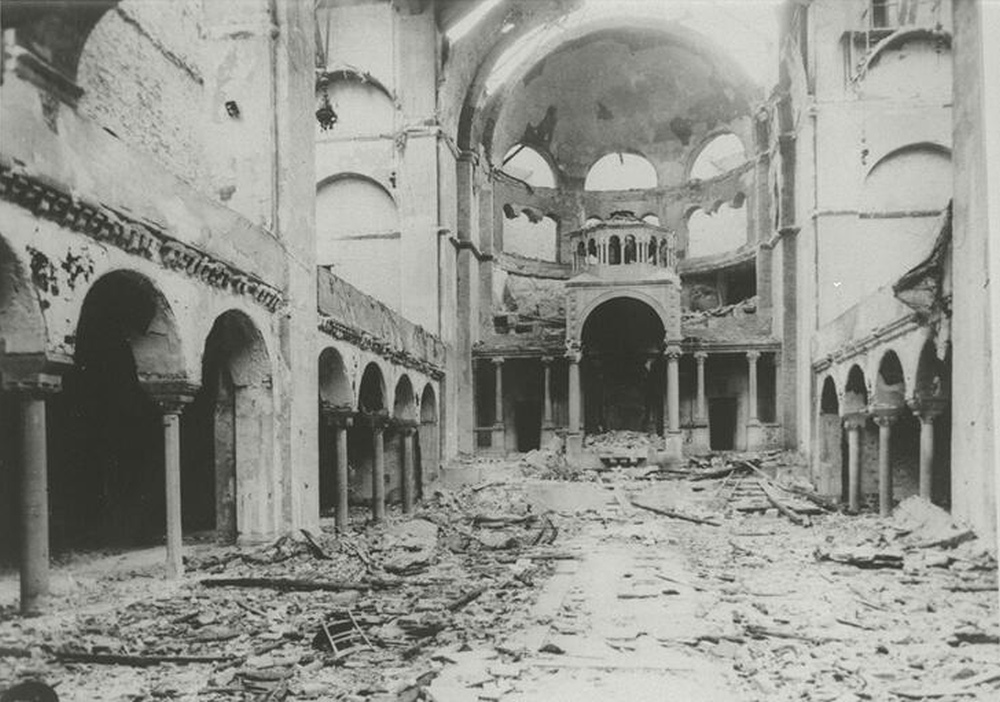
Berlins synagoga förstördes på Kristallnatten (1938)

Under 1900-talet var en viktig händelse som involverade förstörelsen av synagogor Kristallnatten, eller Glasnatten, som inträffade den 9–10 november 1938. Händelsen var en pogrom mot judar utförd i Nazityskland av de paramilitära styrkorna Sturmabteilung (SA) och Schutzstaffel (SS), med deltagande av Hitlerjugend och tyska civila. Ett viktigt inslag i denna händelse var den omfattande förstörelsen av över tusen synagogor.:13, 15, 118Av de 93 synagogorna och judiska bönehusen i Wien var Stadttempel det enda i staden som överlevde andra världskriget, eftersom det inte kunde förstöras utan att angränsande byggnader sattes i brand. Alla de andra förstördes av SA med hjälp av lokala myndigheter. Liknande förstörelse inträffade över hela Österrike, utförd av österrikiska SA, med synagogor förstörda i Eisenstadt, Linz, Salzburg och semesterorter.:32–33, 53Andra anmärkningsvärda attacker mot synagogor från denna period inkluderar synagogbränderna i Riga 1941, en händelse som ägde rum under de första dagarna av den nazistiska ockupationen av staden Riga, huvudstaden och den största staden i Lettland. Många judar som var instängda i synagogorna dog i bränderna. Många andra antisemitiska åtgärder vidtogs samtidigt, slutligen följt av mordet på den stora majoriteten av Lettlands judar. Samma år, i Paris, natten mellan den 2 och 3 oktober 1941, placerades explosiva anordningar framför sex synagogor och orsakade skador på dem. De drabbade synagogorna var Synagogue des Tournelles (i det judiska Marais-distriktet), Synagogue de la rue Copernic (16:e arrondissementet i Paris), Synagogue Nazareth (3:e arrondissementet i Paris), Synagogue de la rue Pavée (4:e arrondissementet i Paris), Synagogan i Montmartre i Paris, Paris synagoga i Montmartre, och Paris -synagogan i Paris 18. (9:e arrondissementet i Paris).
Efter andra världskriget inkluderar anmärkningsvärda attacker mot synagogor bombningen av Menarsha-synagogan 1949 som ägde rum den 5 augusti 1949 i det judiska kvarteret i Damaskus, Syrien. Granatattacken krävde 12 civila liv och skadade ett 30-tal. De flesta offren var barn. En samtidig attack utfördes även mot den stora synagogan i Aleppo. Andra bombningar från denna period inkluderar bombningarna av synagogor i USA 1957-58. En serie våldsamma attacker som ägde rum mellan 11 november 1957 och 14 oktober 1958. Totalt inträffade fem bombningar och tre bombförsök mot synagogor, sju i södra USA och ett i mellanvästern i USA. Det fanns inga dödsfall eller skador. Dessa händelser ägde rum under en ökning av antisemitisk aktivitet i USA, både icke-våldsam och våldsam, efter att USA:s högsta domstol fastställt att rassegregering i offentliga skolor var grundlagsstridig i målet Brown v. Board of Education i maj 1954. (Se även bombningen av synagogan i Atlanta 1958). Samma decennium ägde rum 1956 då skjutningen i Shafrir-synagogan i Kfar Chabad, Israel, inträffade. Attacken som utfördes av palestinska terrorister den 11 april 1956. Tre palestinska angripare som tagit sig över gränsen till Israel från Egypten attackerade en synagogas studiesal medan den var full av barn och tonåringar. Sex personer (fem barn och en ungdomsarbetare) dödades.

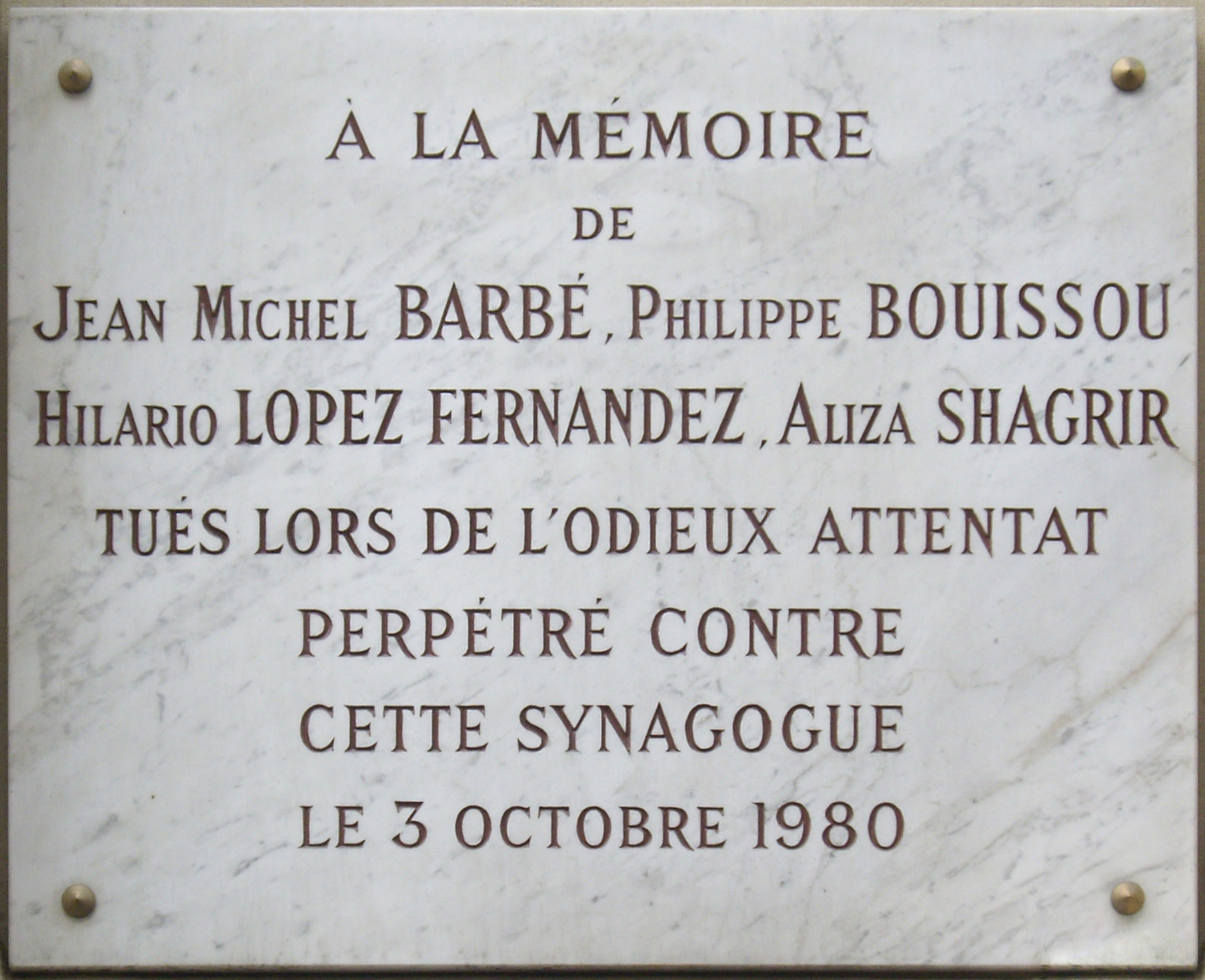
Plack till minne av offren för bombningen av synagogan i Paris 1980

Attackerna mot synagogor fortsatte under de följande decennierna. I fallet med bombdådet i Paris synagoga 1980, som inträffade den 3 oktober 1980, exploderade en bomb utanför synagogan Rue Copernicus, en reformsynagoga, i Paris 16:e arrondissement, Frankrike. Synagogan var full med ungefär 320 gudstjänstgäster. Fyra personer dödades i explosionen. Enligt utredarna var bomben avsedd att detonera efter att bönerna var avslutade och när de troende lämnade byggnaden. Gudstjänsten hade dock börjat flera minuter försenat och därför fanns det få personer i närheten av bomben. Attacken mot en synagoga i Wien 1981 var en terrorattack som inträffade den 29 augusti 1981 i Stadttempel i Wien, Österrike. Angriparna var två palestinska terrorister från Abu Nidal-organisationen. Masskjutningen och granatattacken dödade två personer och skadade 18 andra som deltog i en bar mitzvah- ceremoni. Två månader senare, den 20 oktober 1981,  
inträffade ett bombdåd i Antwerpens diamantdistrikt då en lastbilsbomb exploderade utanför en portugisisk-judisk synagoga i centrala Antwerpen. Explosionen inträffade strax efter klockan 9:00 på tisdagsmorgonen, några minuter innan Simchat Torah -gudstjänsterna skulle börja. Tre personer dödades och 106 skadades. Året därpå attackerades den stora synagogan i Rom av beväpnade palestinska terrorister den 9 oktober 1982. Ett tvåårigt barn dödades och 37 civila skadades. Angriparna använde en kombination av handgranater och kulspruteeld. Under denna period inträffade även massakern i Neve Shalom-synagogan i Istanbuls Beyoglu-distrikt den 6 september 1986 som resulterade i 22 dödsfall. Enligt uppgift gick ett par terrorister in på herrsidan av mechitzan och öppnade eld mot folkmassan med kulsprutor. Därefter hällde de bensin över de döda och skadade, som de sedan tände eld på.
Det följande decenniet präglades av attackerna mot synagogorna i Sydney 1991, en serie händelser som inträffade mellan 26 januari och 28 mars 1991. Fem synagogor i Sydney, Australien, utsattes för mordbrännare. Fyra synagogor skadades allvarligt och en attack avvärjdes av en säkerhetsvakt. Attackerna resulterade i att en synagoga stängdes permanent och att säkerhetsvakten skadades. År 1999 inträffade brandbombningarna i synagogan i Sacramento, en attack mot tre synagogor i Kalifornien, den 18 juni 1999. Angriparna var bröderna Benjamin Matthew Williams och James Tyler Williams, som senare blev inblandade i andra hatbrott och därefter arresterades för mordet på ett homosexuellt par.

### Tjugoförsta århundradet
Attackerna mot synagogor fortsatte in på tjugoförsta århundradet. Attacken mot en synagoga i Lyon 2002 inträffade den 30 mars 2002. En grupp maskerade män använde två bilar för att ramma en synagoga i Lyon, Frankrike. Efter att ha rammat synagogan sattes bilarna i brand. Attacken orsakade allvarliga skador på synagogan. Attacken i Lyon var en i en serie pro-palestinska attacker mot franska synagogor och andra judiska mål. Serien av attacker omfattade attacker mot synagogor i Paris, Marseille och Strasbourg. Bombningen i Djerba-synagogan 2002 var en terrorattack mot El Ghriba-synagogan i Djerba, Tunisien, utförd av Al-Qaida. Attacken inträffade den 11 april 2002 och involverade en naturgaslastbil utrustad med sprängämnen som körde förbi säkerhetsbarriärer vid den antika El Ghriba-synagogan. Lastbilen detonerade framför synagogan och dödade 14 tyska turister, tre tunisier och två franska medborgare. Mer än 30 andra skadades. Efter detta inträffade attacken mot synagogan i Caracas 2009 den 31 januari 2009 vid Tiféret Israel-synagogan i Caracas, Venezuelas äldsta synagoga. Attacken inträffade mitt i en ökning av spänningarna orsakade av Gazakriget 2008–2009, efter att Venezuela brutit de diplomatiska förbindelserna med Israel och Israel svarade med att utvisa venezuelanska tjänstemän från landet. Attacken involverade en grupp på 15 angripare som bröt sig in i synagogan och ockuperade byggnaden i flera timmar. Säkerhetsvakter bands och försågs med munkavle och gänget förstörde kontor och förvaret där de heliga böckerna förvarades. De smorde väggarna med antisemitisk och anti-israelisk graffiti. De stal också en databas som listade judar som bodde i Venezuela.
Det följande decenniet ägde rum 2014 års terroristattack mot synagogan Kehilat Bnei Torah i Jerusalem den 18 november 2014. Två palestinska män attackerade synagogmedlemmar med yxor, knivar och ett vapen. Fyra bedjande dödades och åtta andra skadades, inklusive en drusisk israelisk polis som senare dog av sina skador.
Dessutom inträffade under samma decennium attacken mot Göteborgs synagoga 2017, skjutningen i Pittsburghs synagoga 2018, skjutningen i Poways synagoga 2019 och skjutningen i Halles synagoga 2019. Attackerna under 2020-talet inkluderar gisslankrisen i Colleyville-synagogan 2022, skjutningen i Djerba-synagogan 2023 och attacken i Melbourne-synagogan 2024.

## Galleri

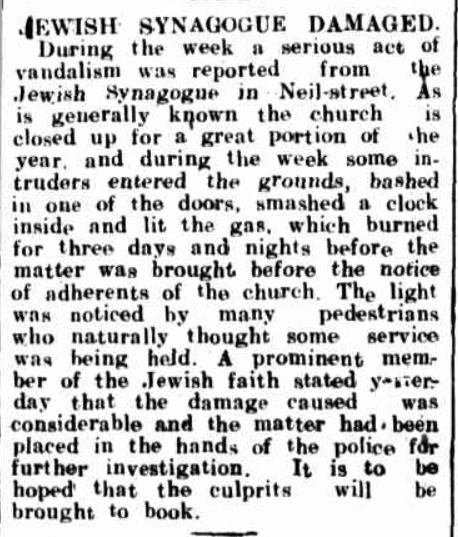
Rapport om mordbrand i en australisk synagoga (1920)
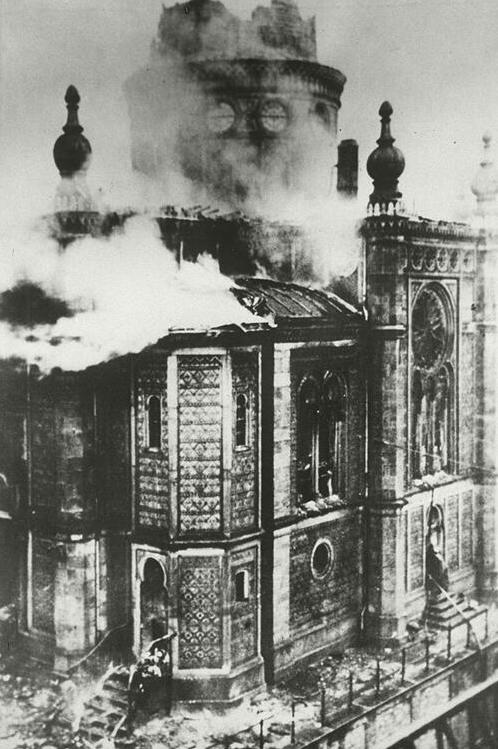
Synagoga i Wiesbaden satt i brand (1938)
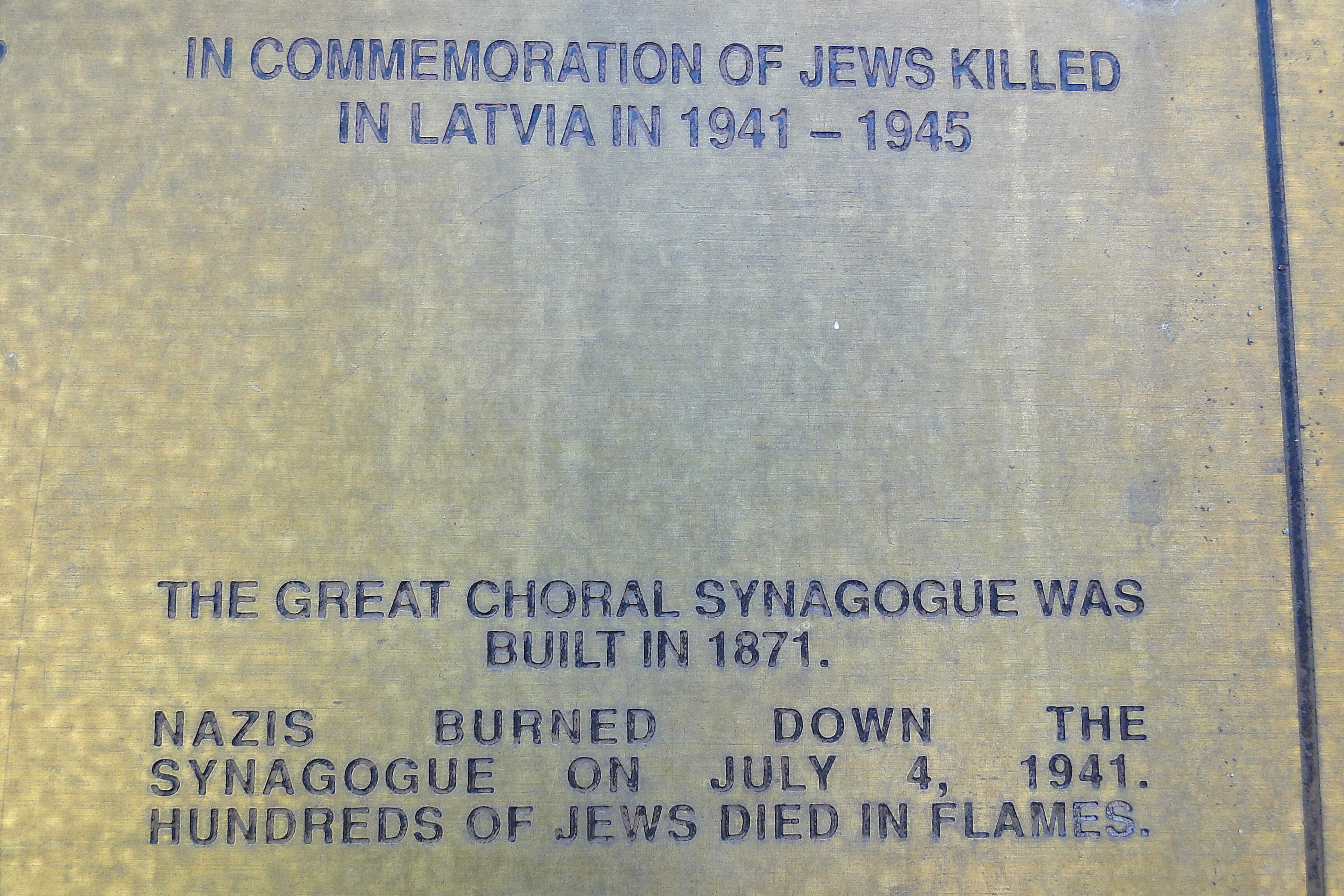
Plakett som markerar förstörelsen av Rigas stora körsynagoga (1941)
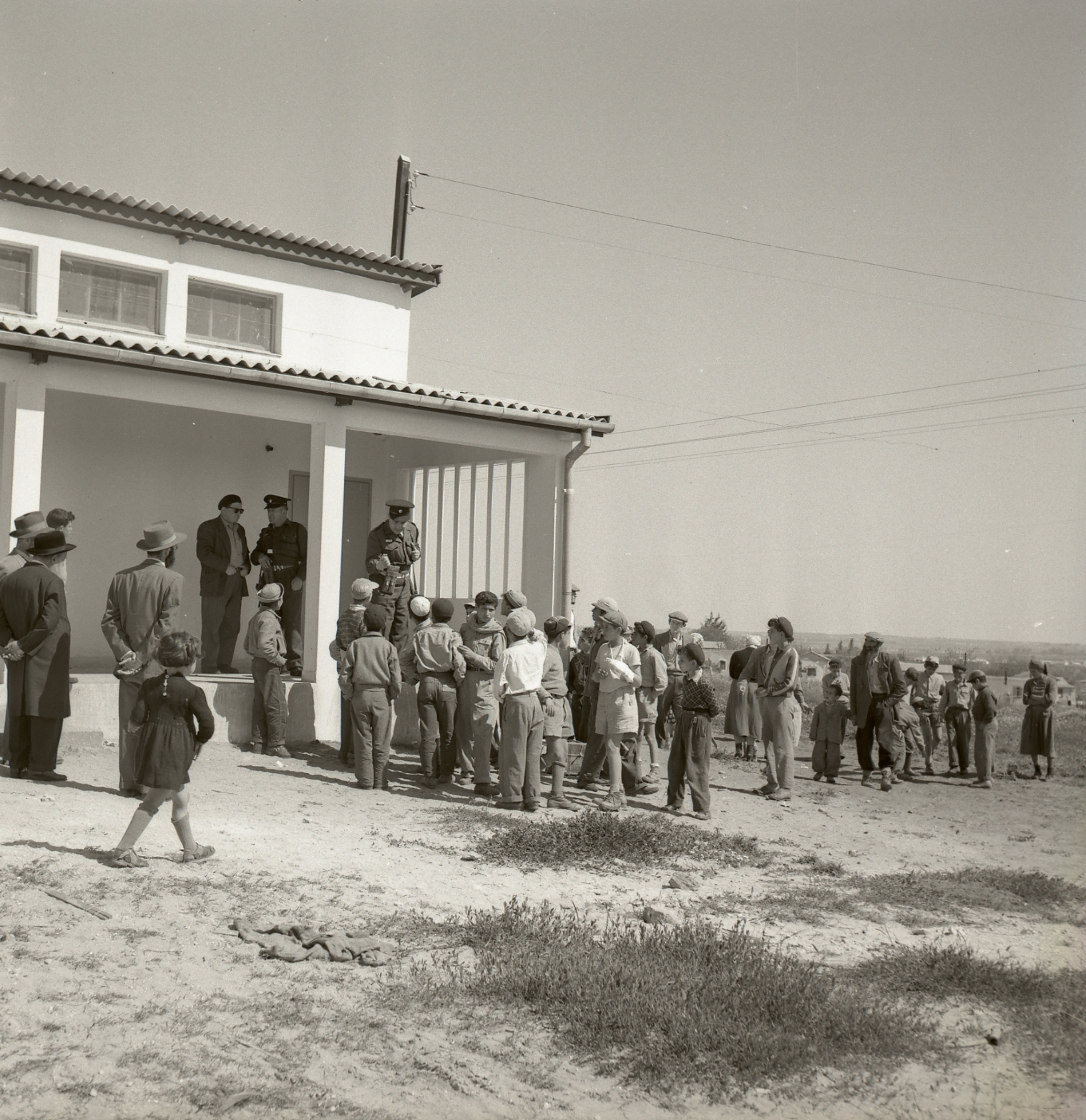
Plats för attacken mot Shafrir-synagogan i Kfar Chabad (1956)
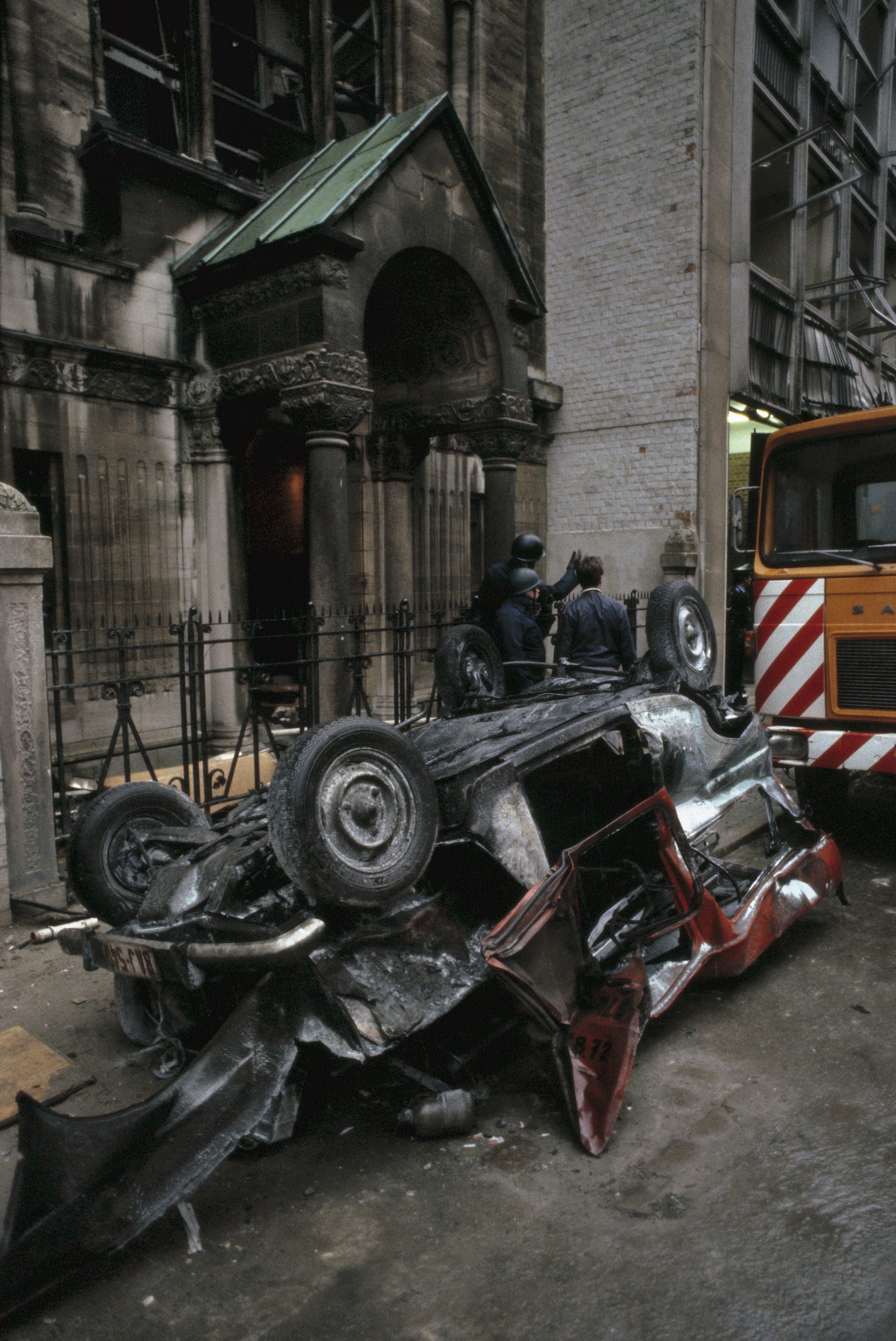
Platsen för bombningen av synagogan i Antwerpen (1981)
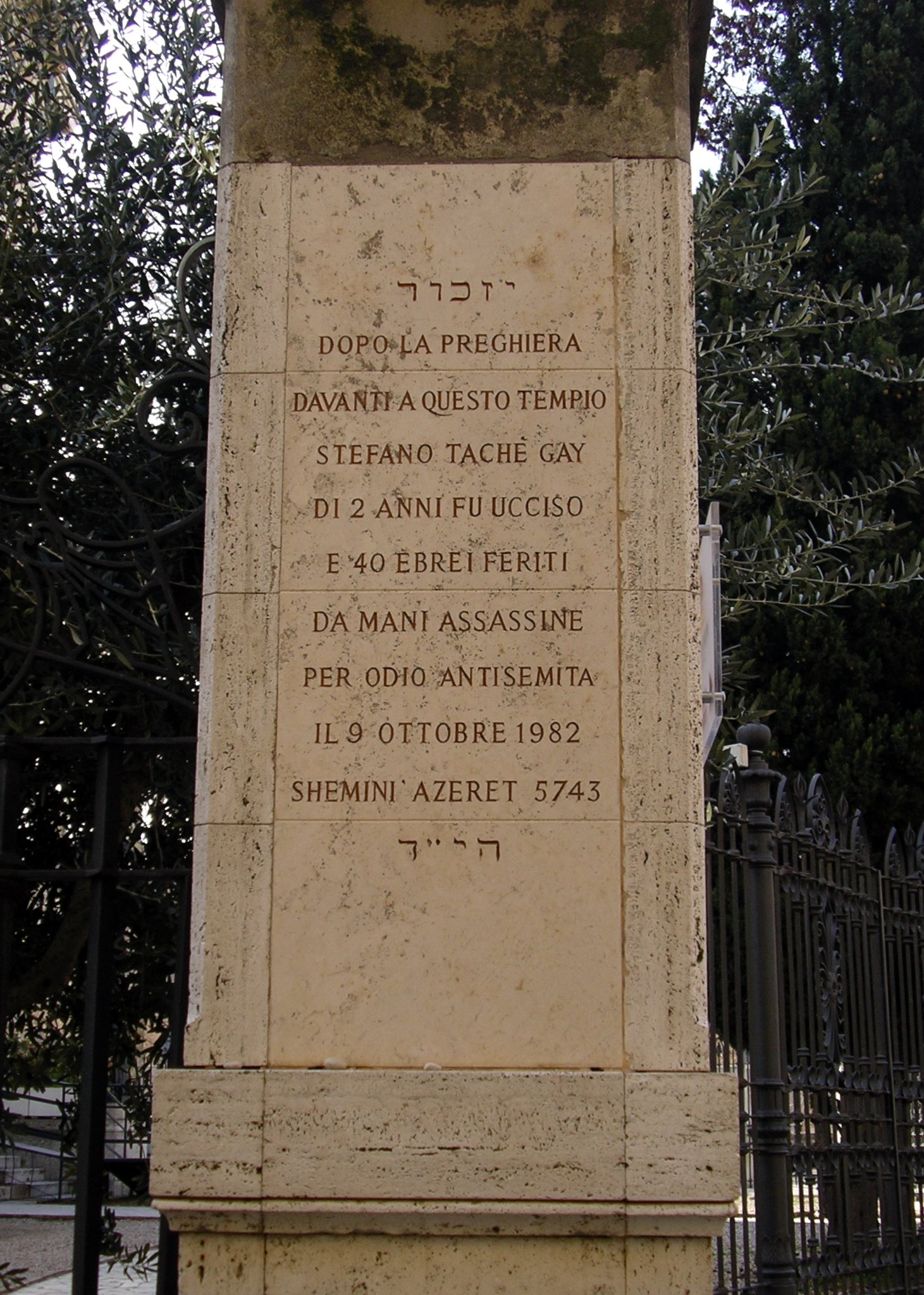
Monument för offren för attacken mot den stora synagogan i Rom (1982)